# Fortuynia marina
Fortuynia marina är en kvalsterart som beskrevs av Thomas van der Hammen 1960. Fortuynia marina ingår i släktet Fortuynia och familjen Fortuyniidae. Inga underarter finns listade i Catalogue of Life.